# کاوایه
کاوایه شهری در جزایر غربی در کشور آلبانی و مرکز استانی به همین نام.